# Salleron
Pour les articles homonymes, voir Louis Salleron.
Le Salleron est un cours d'eau français, qui coule dans les départements de la Haute-Vienne, de l'Indre et de la Vienne, en régions Centre-Val de Loire et Nouvelle-Aquitaine.
C'est un affluent de l'Anglin, donc un sous-affluent de la Loire par la Gartempe, la Creuse et la Vienne.

## Géographie

### Cours
Le cours d'eau a une longueur de 51,74 km.
Il prend sa source dans le département de la Haute-Vienne, à 247 m d'altitude, près du lieu-dit « le Douet », sur le territoire de la commune d'Azat-le-Ris, puis s'écoule vers le nord.
Son confluent avec l'Anglin, se situe dans le département de l'Indre, à 77 m d'altitude, sur le territoire des communes de Concremiers et d'Ingrandes,.

Le confluent en 2024
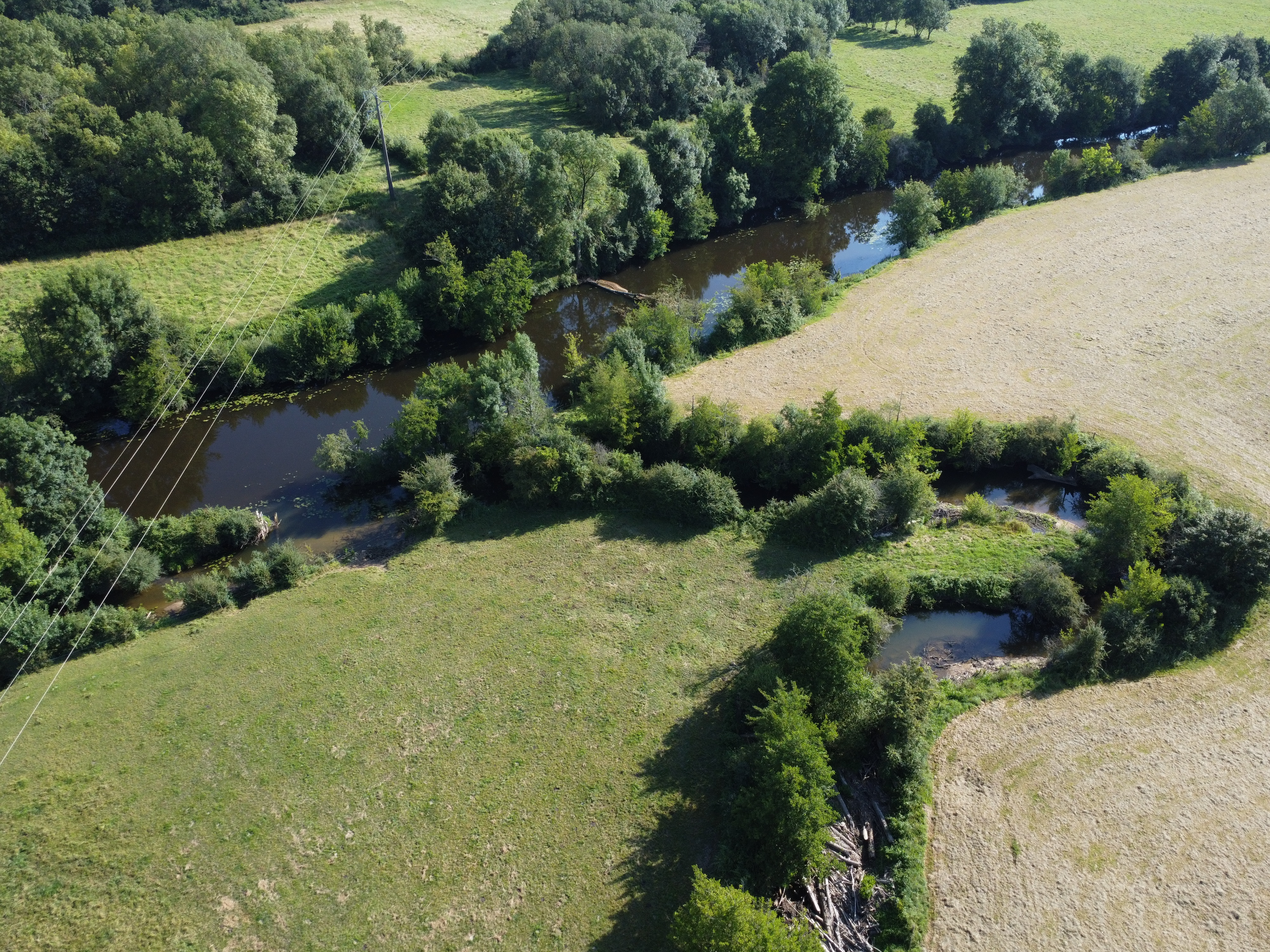
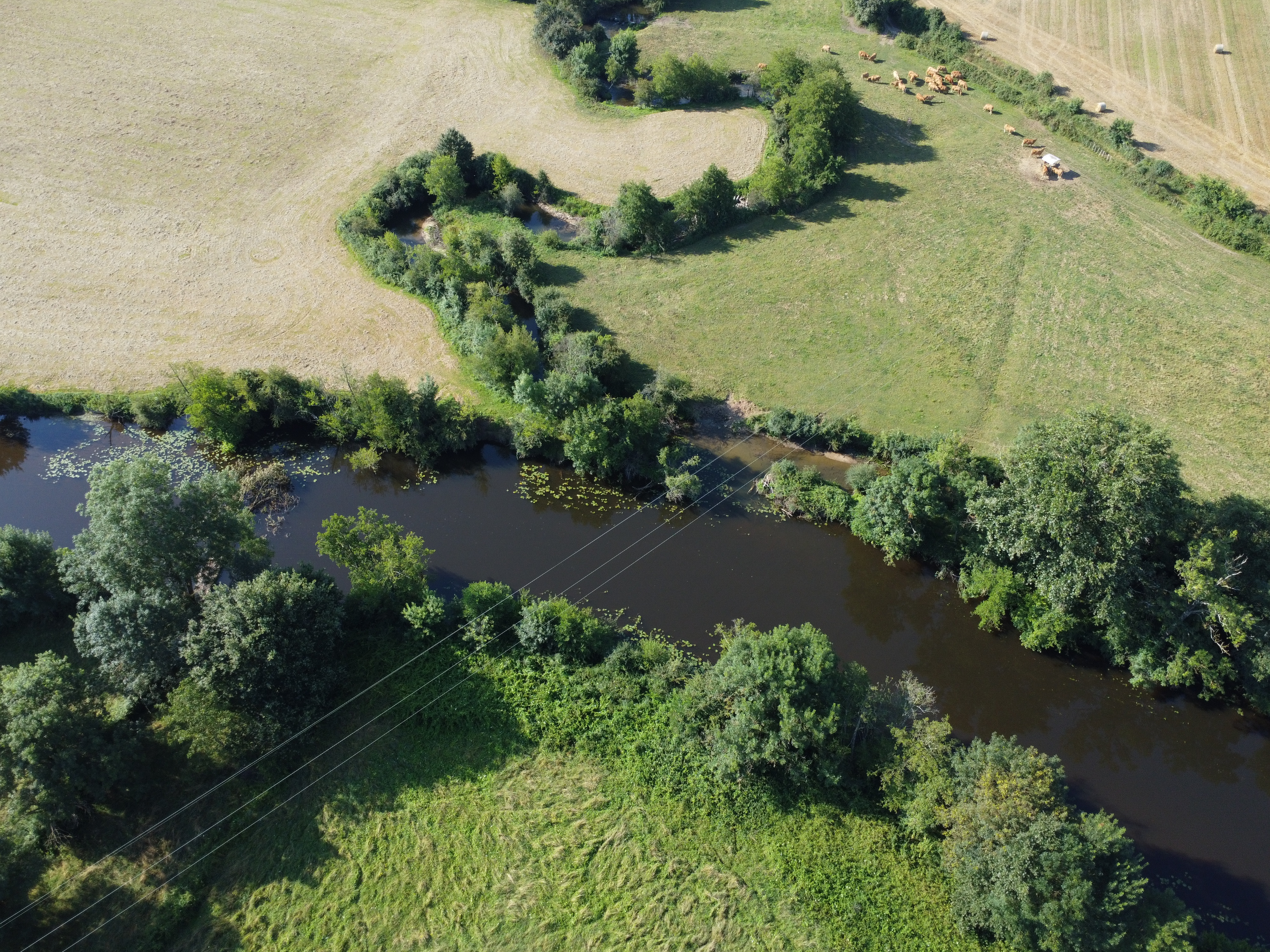
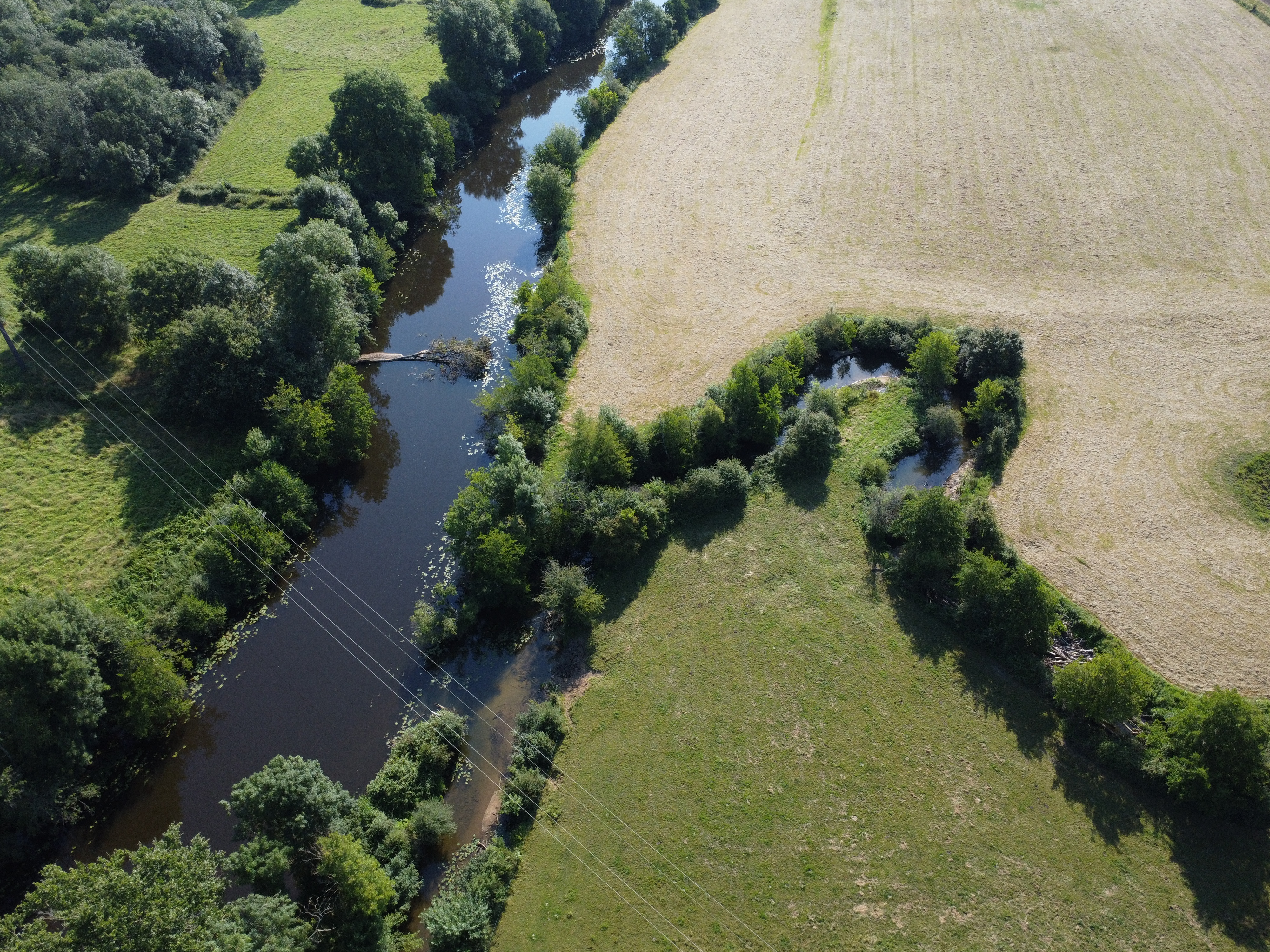

### Départements et communes traversés
La rivière traverse neuf communes situées dans les départements de l'Indre, de la Vienne et de la Haute-Vienne,.

#### Haute-Vienne (87)
- Azat-le-Ris

#### Vienne (86)
- Béthines
- Bourg-Archambault
- Haims
- Journet
- Lathus-Saint-Rémy
- Saint-Léomer

#### Indre (36)
- Concremiers
- Ingrandes

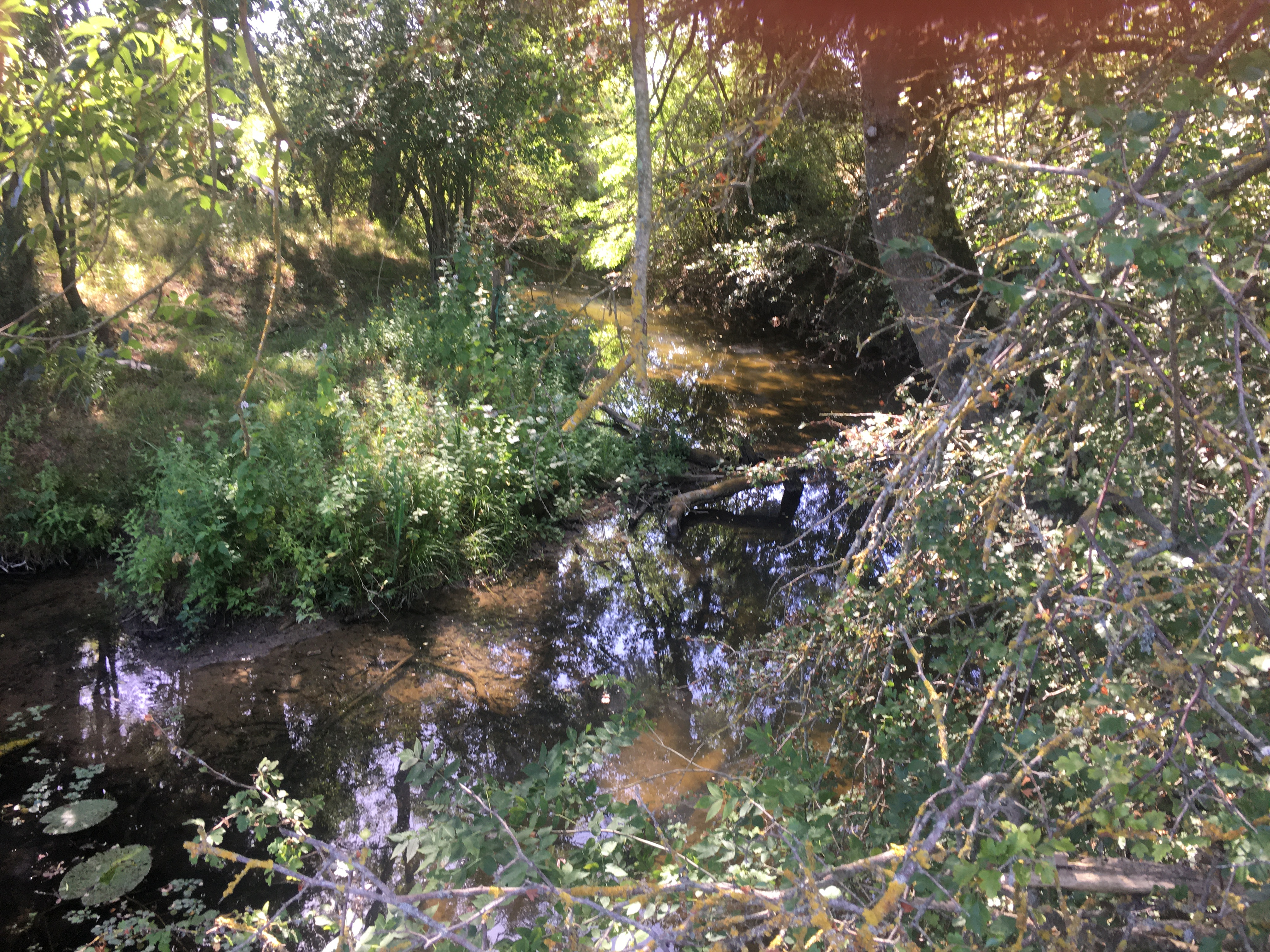
Ingrandes en 2020.

### Bassin versant
Les bassins hydrographiques sont découpés dans le référentiel national BD Carthage en éléments de plus en plus fins, emboîtés selon quatre niveaux : régions hydrographiques, secteurs, sous-secteurs et zones hydrographiques.
Le Salleron traverse les cinq zones hydrographiques suivantes :
- l'Anglin de la Benaize au Salleron ;
- le Vairon & ses affulents ;
- le Salleron de sa source au Vairon ;
- l'Anglin du Salleron à la Gartempe ;
- le Salleron du Vairon à l'Anglin.

Son bassin versant à une superficie totale de 1 693 km2 et est constitué à 86,28 % de « territoires agricoles », à 12,73 % de « forêts et milieux semi-naturels », à 0,81 % de « territoires artificialisés », à 0,18 % de « surfaces en eau ». Il s'insère dans les zones hydrographiques « Le Salleron de sa source au Vairon et Le Salleron du Vairon à l'Anglin », au sein du bassin DCE plus large « La Loire, les cours d'eau côtiers vendéens et bretons ».

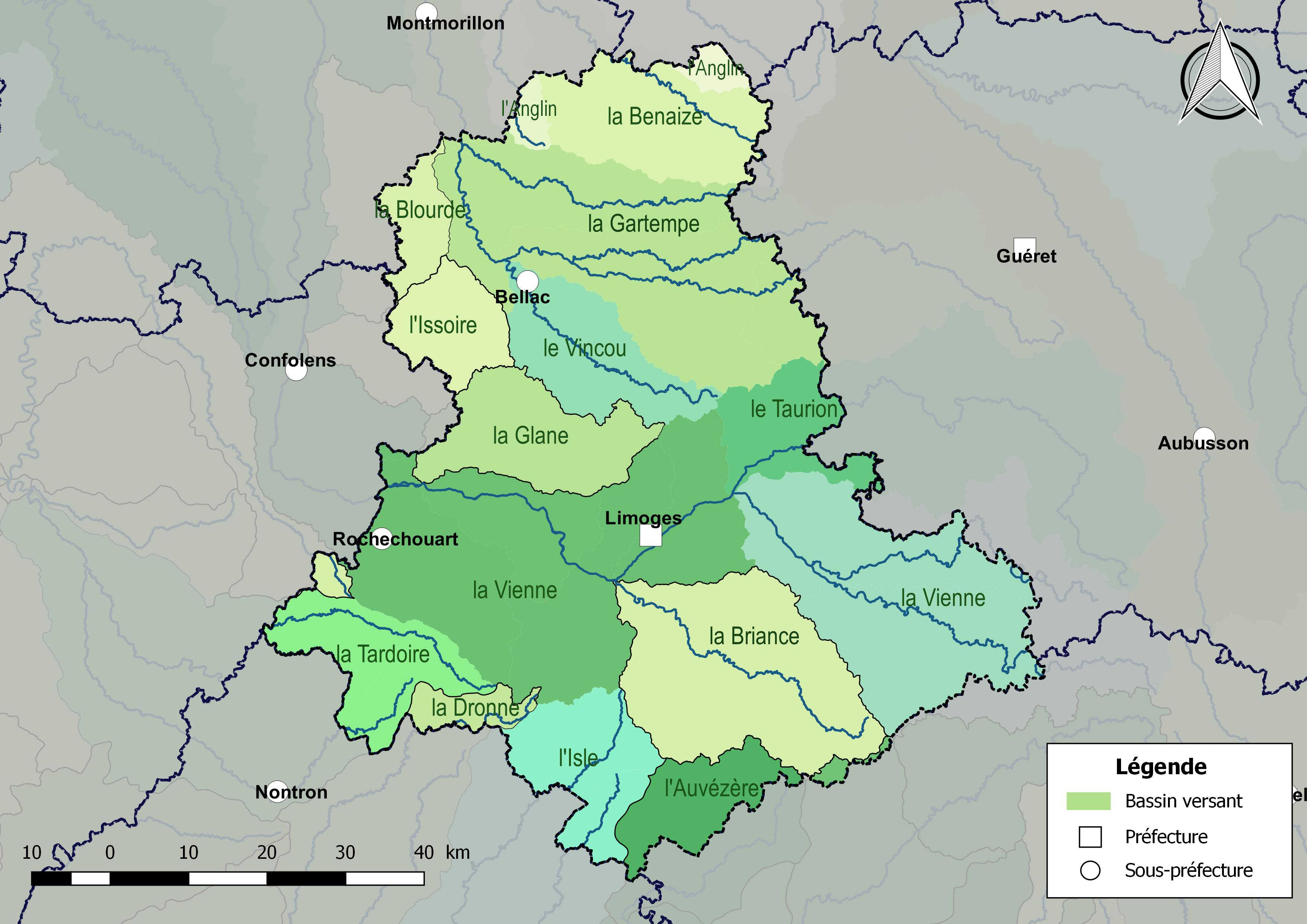
Les principaux bassins versants du département de la Haute-Vienne.
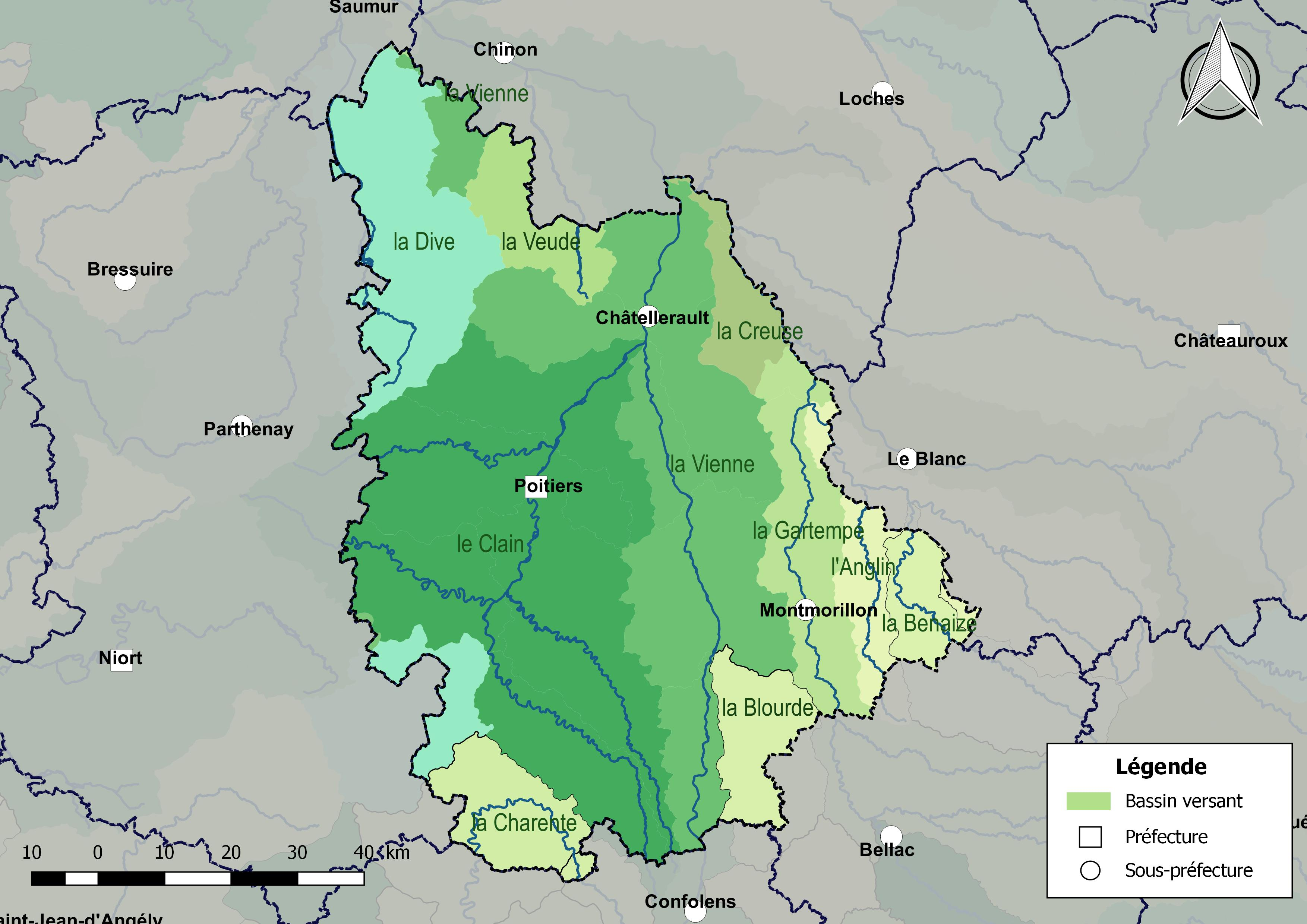
Les principaux bassins versants du département de la Vienne.
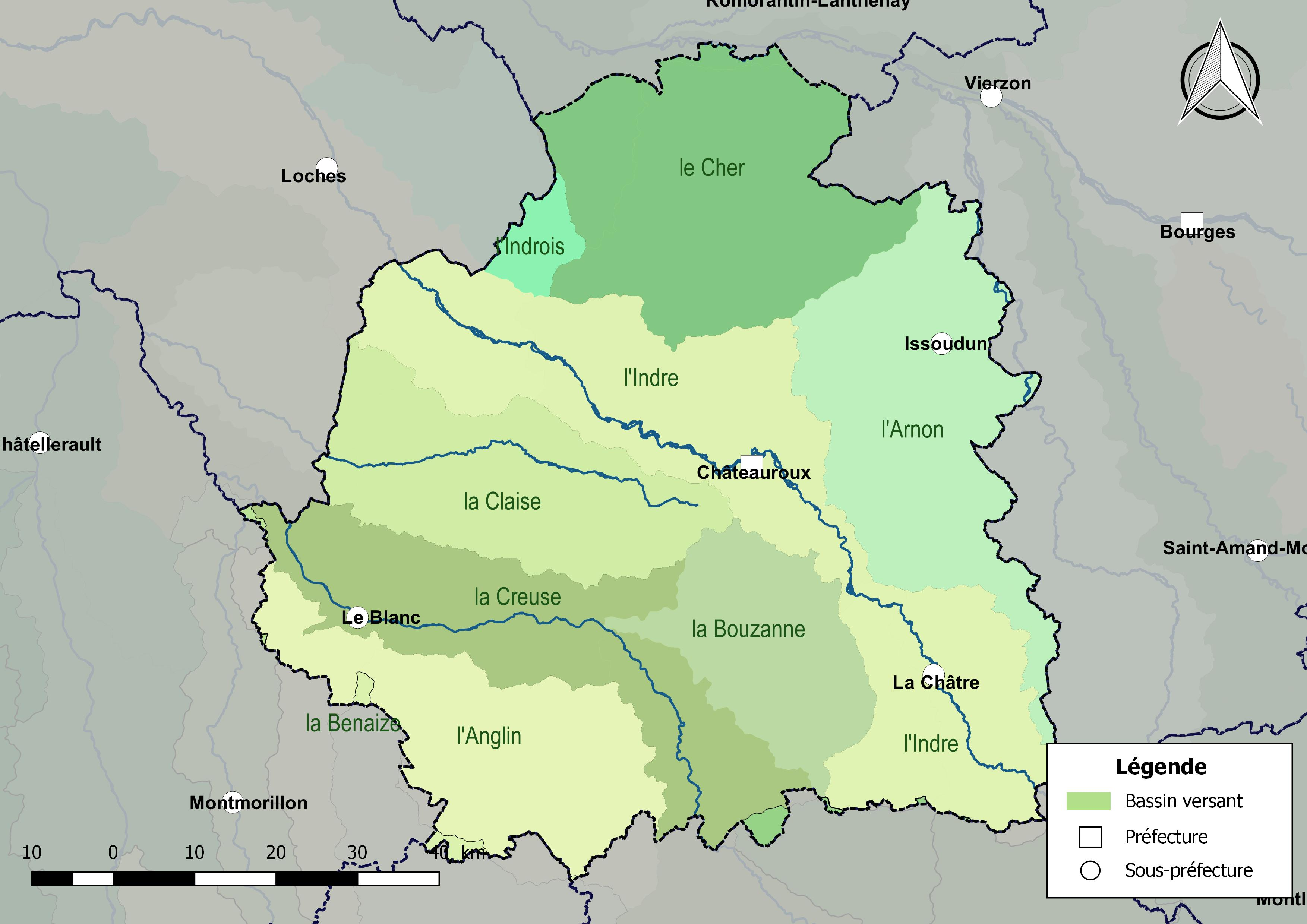
Les principaux bassins versants du département de l'Indre.

#### Échelle du bassin
En France, la gestion de l’eau, soumise à une législation nationale et à des directives européennes, se décline par bassin hydrographique, au nombre de sept en France métropolitaine, échelle cohérente écologiquement et adaptée à une gestion des ressources en eau. Le Salleron est sur le territoire du bassin Loire-Bretagne et l'organisme de gestion à l'échelle du bassin est l'agence de l'eau Loire-Bretagne.

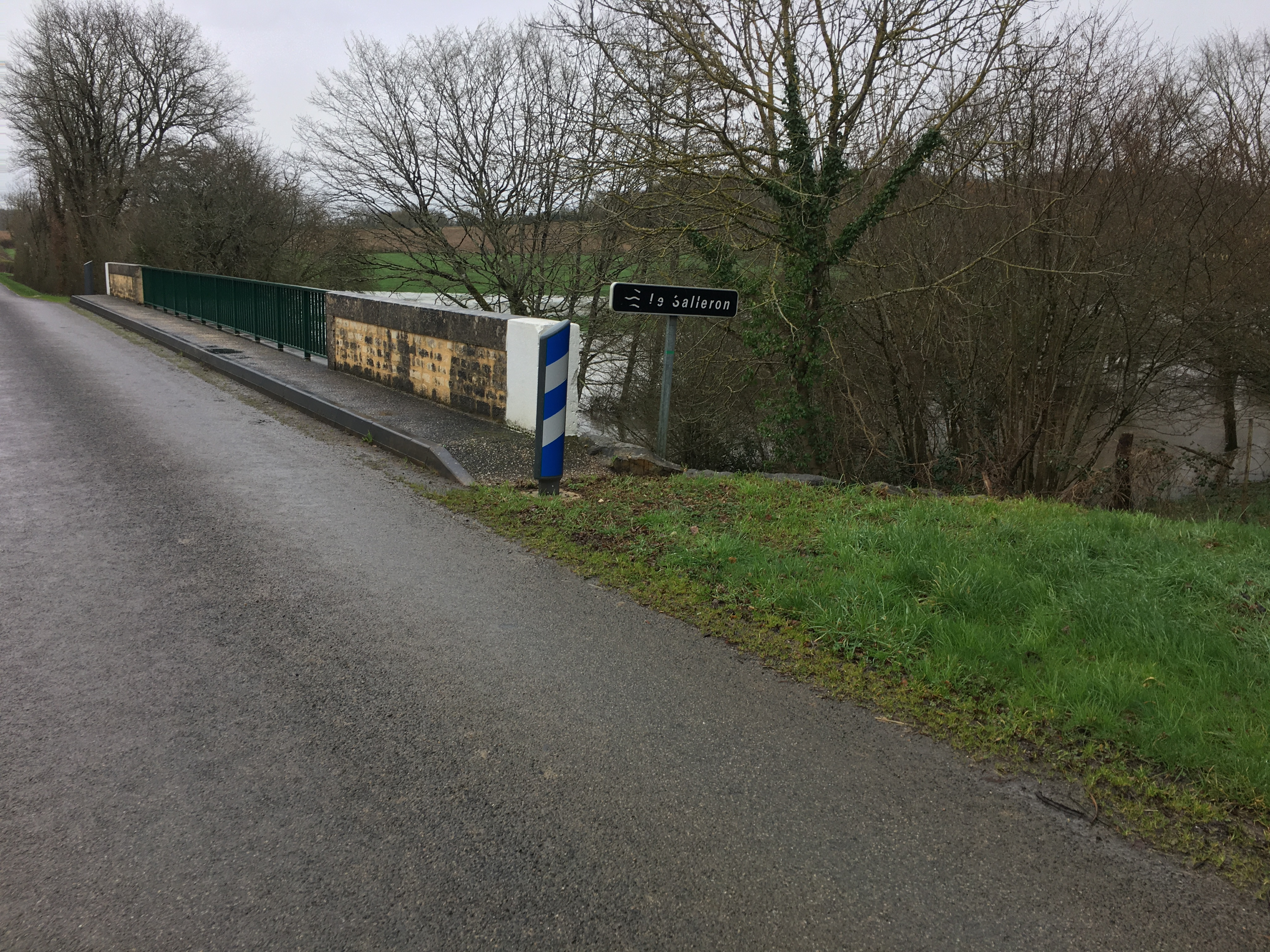

### Organisme gestionnaire
Le syndicat mixte d’aménagement de la Brenne, de la Creuse, de l’Anglin et de la Claise (SMABCAC) est l'organisme gestionnaire du cours d'eau.

## Affluents
Le Salleron possède vingt et cinq affluents.
| Noms      | km | Noms     | km |
| --------- | -- | -------- | -- |
| Le Vairon | 12 | L5714450 | 1  |
| L5734200  | 5  | L5714040 | 1  |
| L’Étang   | 5  | L5714850 | 1  |
| L5715200  | 4  | L5714130 | 1  |
| L5734500  | 2  | L5714900 | 1  |
| L5715400  | 2  | L5714060 | 0  |

| Noms                         | km | Noms     | km |
| ---------------------------- | -- | -------- | -- |
| Ruisseau de l'Étang des Mats | 9  | L5714600 | 2  |
| Le Moulin                    | 8  | L5715000 | 2  |
| Les Equilandes               | 3  | L5714020 | 2  |
| L5734100                     | 3  | L5715900 | 1  |
| L5714080                     | 3  | L5714500 | 1  |
| L5716000                     | 2  | L5734600 | 1  |
| L5715800                     | 2  |          |    |

### Rang de Strahler
Son rang de Strahler est de quatre.

## Hydrologie

### Station de mesures de Journet
Établie à 135 m d'altitude, la station de mesure est située sur la commune de Journet (Vienne). Elle fut mise en service le 1er octobre 1989 à 12h00. C'est une station de type « station à une échelle » et son statut est « station avec signification hydrologique ». Son bassin-versant topographique représente 157 km2. La hauteur instantané maximal enregistré a été de 3,047 m, le 1er juin 2016 (00h40). Le débit instantané maximal enregistré a été de 42,7 m3/s, le 1er juin 2016 (00h40).

### Crues

#### À la station de Journet (Tervannes)
Le tableau ci-dessous indique les dix relevés les plus importants en périodes de crue jusqu'en 2023 pour la station :
| Dates            | Heures | Hauteurs (m) | Dates            | Heures | Débits (m3/s) |
| ---------------- | ------ | ------------ | ---------------- | ------ | ------------- |
| 1er juin 2016    | 00h40  | 3,047        | 1er juin 2016    | 00h40  | 42,7          |
| 31 mai 2016      | 23h59  | 3,036        | 31 mai 2016      | 23h59  | 42,6          |
| 4 mars 2006      | 20h00  | 2,970        | 4 mars 2006      | 20h00  | 40,8          |
| 02 mars 2007     | 5h00   | 2,820        | 2 mars 2007      | 05h00  | 36,5          |
| 14 juillet 2021  | 11h20  | 2,662        | 1er mai 1994     | 05h00  | 32            |
| 1er mai 1994     | 5h00   | 2,510        | 16 décembre 2011 | 19h40  | 31,9          |
| 16 décembre 2011 | 19h40  | 2,478        | 31 décembre 1993 | 23h21  | 31            |
| 31 décembre 1993 | 23h21  | 2,450        | 28 décembre 1999 | 5h20   | 30,9          |
| 28 décembre 1999 | 05h20  | 2,445        | 27 décembre 2012 | 22h20  | 29,3          |
| 12 février 1994  | 2h00   | 2,350        | 12 février 1994  | 02h00  | 29,2          |

#### Autres endroits

Crue du 6 mars 2020
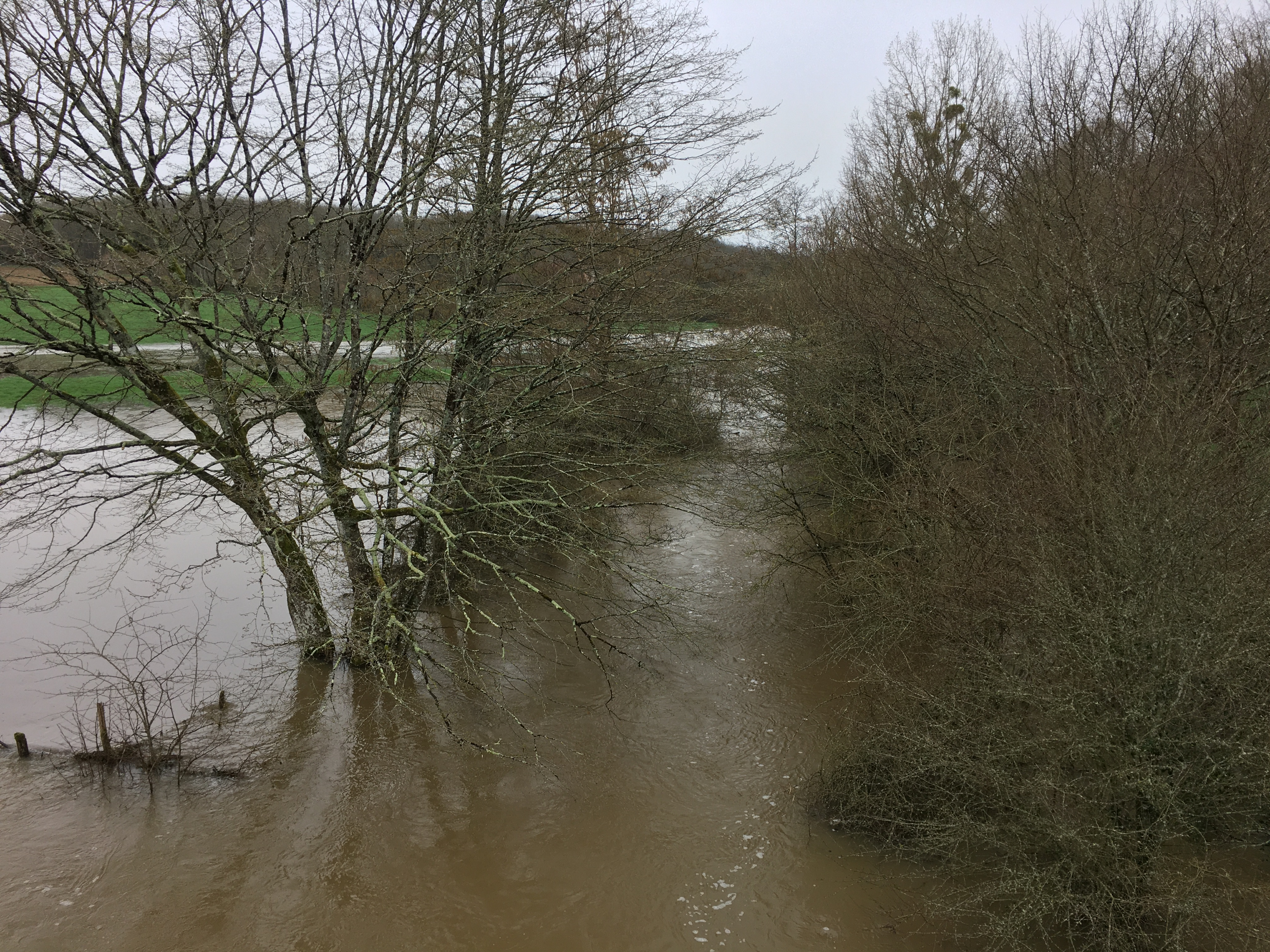
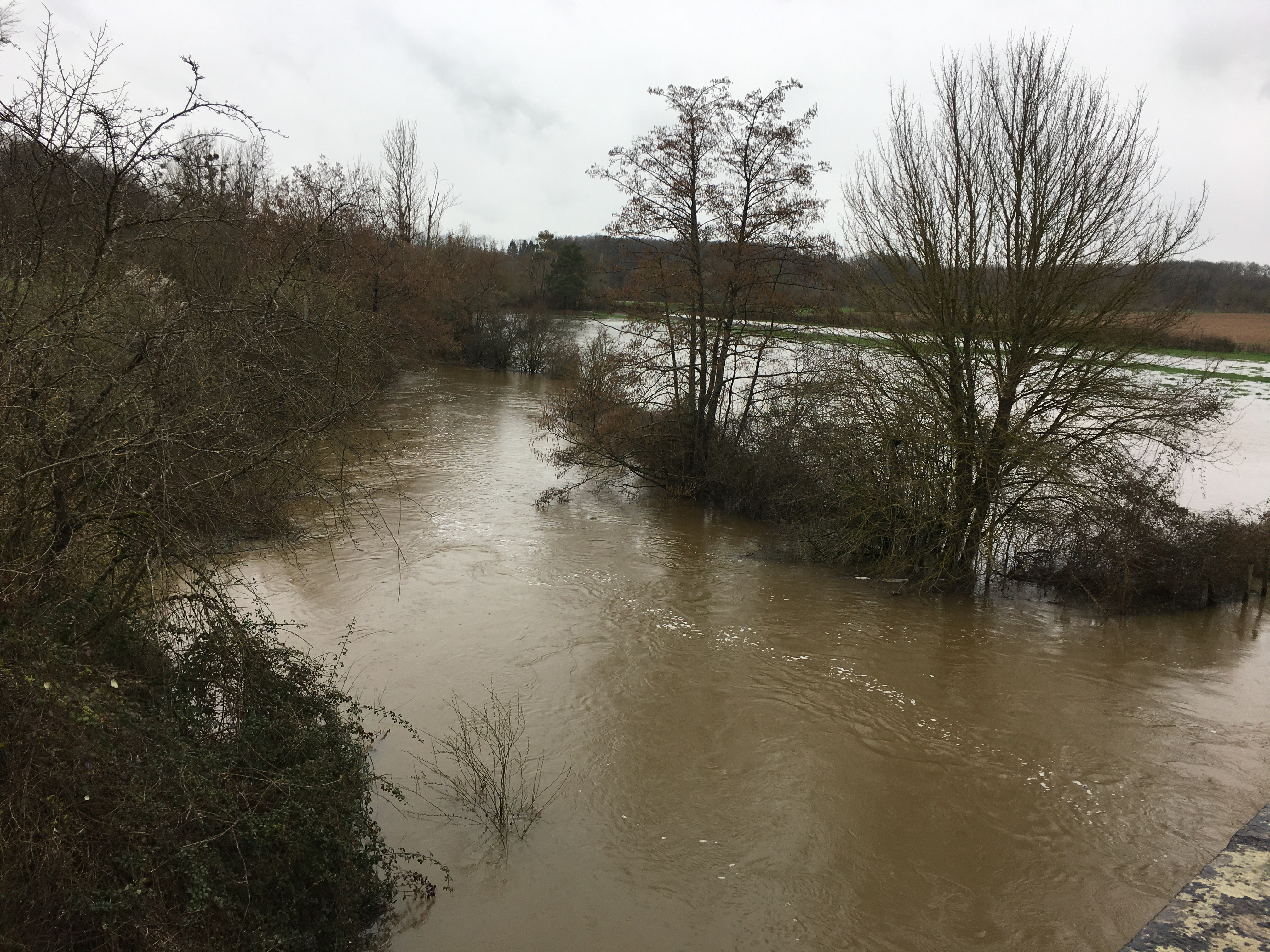

### État des masses d'eau et objectifs
Pour les cours d’eau, la délimitation des masses d’eau est basée principalement sur la taille du cours d’eau et la notion d’hydro-écorégion. Ces masses d’eau servent ainsi d’unité d’évaluation de l’état des eaux dans le cadre de la directive européenne.
Le Salleron fait partie de la masse d'eau codifiée FRGR0424 et dénommée « Le Salleron et ses affluents depuis la source jusqu'à la confluence avec l'Anglin ».
Le schéma directeur d'aménagement et de gestion des eaux (Sdage) Loire-Bretagne est un document de planification dans le domaine de l’eau. Il définit, pour une période de six ans les grandes orientations pour une gestion équilibrée de la ressource en eau ainsi que les objectifs de qualité et de quantité des eaux à atteindre dans le bassin Loire-Bretagne. L'état des lieux 2013 défini dans la SDAGE 2016 – 2021 et les objectifs à atteindre pour cette masse d'eau sont les suivants,, :
| Code masse d'eau    | FRGR0424                                                                          |
| Libellé masse d'eau | Le Salleron et ses affluents depuis la source jusqu'à la confluence avec l'Anglin |

| Écologique | Biologique | Physico-chimie générale | Polluants spécifiques |
| ---------- | ---------- | ----------------------- | --------------------- |
| Moyen      | Moyen      | Moyen                   | X                     |

| Écologique | Chimique | Global   |
| ---------- | -------- | -------- |
| Bon état   | Bon état | Bon état |

## Histoire
La rivière a donné son hydronyme au lieu-dit « Salleron » à Concremiers, hameau proche de sa confluence avec l'Anglin.
Gustave Courbet (1819-1877) a peint en 1856 une vue de la vallée du Salleron, conservée aujourd'hui au Musée national d'art de Washington.

## Aménagements et écologie

### Milieu naturel
Le Salleron de la source jusqu'à la confluence avec l'Anglin sont classés dans la liste 1 au titre de l'article L. 214-17 du code de l'environnement sur le Bassin Loire-Bretagne. Du fait de ce classement, aucune autorisation ou concession ne peut être accordée pour la construction de nouveaux ouvrages s'ils constituent un obstacle à la continuité écologique et le renouvellement de la concession ou de l'autorisation des ouvrages existants est subordonné à des prescriptions permettant de maintenir le très bon état écologique des eaux.
Le cours d'eau est de première catégorie dans le département de la Haute-Vienne. Il est de deuxième catégorie sur le reste de son parcours.

#### Réserve biologique
Un cours d’eau est considéré comme réserve biologique lorsqu'il comprend une ou plusieurs zones de reproduction ou d’habitat des espèces de phytoplanctons, de macrophytes et de phytobenthos, de faune benthique invertébrée et l’ichtyofaune, et permet leur répartition dans un ou plusieurs cours d’eau du bassin versant. Les réservoirs biologiques, nécessaires au maintien ou à l’atteinte du bon état écologique des cours d’eau, correspondent donc :
- à un tronçon de cours d’eau ou annexe hydraulique qui va jouer le rôle de pépinière, de « fournisseur » d’espèces susceptibles de coloniser une zone naturellement ou artificiellement appauvrie (réensemencement du milieu) ;
- à des aires où les espèces peuvent accéder à l’ensemble des habitats naturels nécessaires à l’accomplissement des principales phases de leur cycle biologique (reproduction, abri-repos, croissance, alimentation).

Dans le cadre des travaux préparatoires à l'élaboration de ce classement au sein du SDAGE Loire-Bretagne 2016-2021, Le Salleron et ses affluents depuis la source jusqu'à sa confluence avec l'Anglin, sont répertoriés comme réserve biologique, sous l'identifiant RESBIO_328. Les espèces présentes sont : la mulette perlière et la truite fario.